# Sammy Hagar
Samuel Roy "Sammy" Hagar (Monterey, 13 oktober 1947), ook wel "The Red Rocker" genoemd, is een Amerikaanse zanger, componist en gitarist.
Hij werd geboren in Monterey, in de staat Californië en is van Italiaanse en Ierse afkomst. Van 1985 tot 1996 en van 2003 tot 2005 was hij de zanger van de band Van Halen en daarvoor in de jaren zeventig van de band Montrose. Op 12 maart 2007 werd hij, als bandlid van Van Halen, opgenomen in de Rock and Roll Hall of Fame. Sinds eind 2008 is hij de zanger van Chickenfoot. In 2024 kreeg Hagar een ster op de Hollywood Walk of Fame.
De Nederlandse Dizzy Man's Band coverde zijn nummer Red, waarvan Hagars bijnaam de Red Rocker is afgeleid.